# 北大谷古墳
北大谷古墳（きたおおやこふん）とは、東京都八王子市大谷町に所在する、7世紀前半に築造されたとみられる終末期古墳。墳形は円墳説と方墳説があるが、現在のところ未確定である。1936年（昭和11年）3月に東京都旧跡に指定された。

## 古墳の立地
北大谷古墳は、JR八王子駅の北北東約2キロメートル、中央自動車道八王子インターチェンジの南約440メートルの、多摩丘陵の丘陵地南側の緩斜面にある。標高は約140メートル。
北大谷古墳のすぐ近くでは古墳は発見されておらず、1993年（平成5年）に北大谷古墳がある丘陵地帯の斜面で行われたレーダー探査の結果でも、他の古墳は確認されなかった。北大谷古墳の周辺地域にはいくつかの古墳が確認されているが、数的には比較的少ない。

## 発掘調査
1899年（明治32年）、地元小宮村の村民によって古墳の発掘調査が行われた。この時の調査によると北大谷古墳は円墳で、南側に向けて開口した横穴式石室があることが報告された。この明治時代の発掘時点ですでに盗掘されており、石室内から副葬品は発見されなかった。しかし現在では崩壊が著しい石室が、築造当初の原状をある程度留めており、現状では確認できない点をうかがい知ることのできる貴重な資料となっている。
1933年（昭和8年）にも調査がなされ、この時の調査では北大谷古墳は直径29メートルの円墳で、墳丘は大きく崩れて南側に伸びてしまっていることがわかり、埴輪と葺石は存在しないとされた。この時点では石室内の状況は1899年の調査時よりも悪化し、現状に近い状態であったことがわかる。
そして1993年9月から10月にかけて、古墳全体におよぶ調査と、周濠の確認と他の古墳の存在の有無を調査することを目的とした地下レーダー探査が、多摩地区所在古墳確認調査の一環として実施された。

## 墳丘について

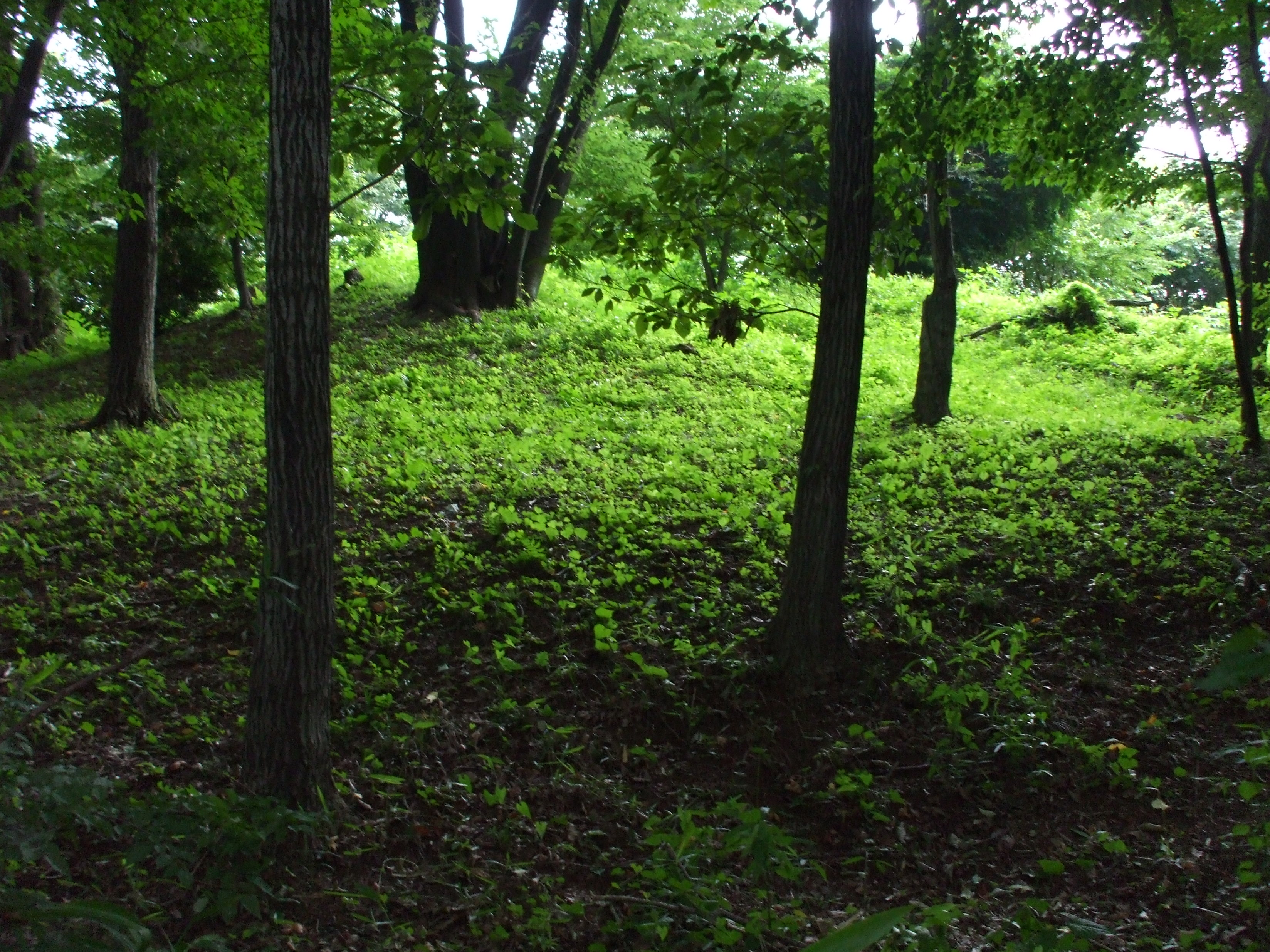
北大谷古墳の墳丘を南西側から撮影

墳形は現況では不明であるが、円墳説と方墳説があり、円墳とすれば直径39メートル、方墳ならば一辺約39メートルと考えられている。
周濠は古墳の西側、北側、そして東側にかけて墳丘を半周するように確認されていて、幅3.2～4.2メートル、深さ0.5～0.9メートルである。東側から南西にかけての古墳前面には周濠は確認されておらず、古墳築造当初からなかったものと見られている。北大谷古墳は丘陵の南向き緩斜面に築造されている古墳のため、墳丘の北側では丘陵から古墳の領域を隔てるように、広い幅の周濠が造られている。
現況では古墳の高さは2.1メートルである。埴輪と葺石は発見されておらず、築造当初からなかったとされる。古墳の主体部の正面から、北大谷古墳唯一の遺物である土師器の破片が発見されている。土師器の製作年代は7世紀前半と見られていて、石室の構造から判断される古墳の築造時期と一致している。

## 古墳の主体部
古墳の主体部は玄室、前室、羨道から構成される三室構造の横穴式石室であり、全長は約10メートルである。玄室は丸みを帯びた胴張り型をしており、石室は極めて軟らかいシルト岩を、石の角の部分を欠きとって隣の石と組み合わせる方法で造られている。玄室の奥には約10センチメートルの円礫が残っており、かつて玄室全体に敷石が敷かれていたと推定されている。これらの特徴は東京都多摩地域の終末期古墳である、府中市の武蔵府中熊野神社古墳や三鷹市の天文台構内古墳などと一致している。
主体部基礎ではもともとの黒褐色土層を掘り込み、そこへ黄褐色のシルトを突き固める版築工法を用いて、掘り込み地業と呼ばれる基礎工事が行われていた。突き固められたシルト層は0.9～1.2メートルに及び、もともとの地面よりも約20センチメートル高いところまで達しており、その上に石室が築造されていた。主体部基礎に掘り込み地業が行われている点でも、北大谷古墳は武蔵府中熊野神社古墳、そして天文台構内古墳と類似している。
北大谷古墳の石室は崩壊が目立っており、1899年の発掘当時、玄室の石組みは天井に向かうにつれてややアーチ型をしていたこと、石室の入り口である前庭部には閉塞石があったことなど、現在ではわからなくなってしまった特徴があったことがわかる。しかし1899年の発掘時、玄室の石組みが崩れている部分を考証をすることなしに再積み上げしてしまったようで、現状では玄室内の石組みの中に、隣の石と明らかにかみ合わない組み方が散見される。
1993年の調査終了後、石室を構成する石材のこれ以上の劣化を防ぐため、石室は埋め戻されている。

## 古墳の特徴
北大谷古墳の主体部は、武蔵府中熊野神社古墳や天文台構内古墳とともに、周辺の他の古墳を凌駕する規模であることを特徴とする複室胴張り形の石室であり、多摩地域の終末期古墳の中でも有力者が葬られた古墳であったとみられている。北大谷古墳を含めて、現在のところ複室胴張り形の石室を持った古墳からは出土品の発見が極めて少なく、築造年代など古墳の位置づけを決めるのに困難が多いが、北大谷古墳の場合、唯一出土した土師器や石室の構造の変遷から見て、7世紀前半に築造されたとの説が有力である。
北大谷古墳は、武蔵府中熊野神社古墳や天文台構内古墳と類似する面が多いが、墳丘自体には版築工法が用いられていないなど異なる点も見受けられ、やはりそれぞれの古墳築造時には固有の状況もあったものとみられる。
北大谷古墳は、7世紀半ばから後半にかけて築造されたとみられる武蔵府中熊野神社古墳や天文台構内古墳に先立つ多摩地域の有力古墳であり、多摩地域で同じ頃に築造された古墳としては、東京都多摩市にある稲荷塚古墳が挙げられるが、北大谷古墳の石室の規模は稲荷塚古墳よりも大きく、7世紀前半に多摩地域を代表するような人物が葬られたものと考えられる。